# Jenna Jameson

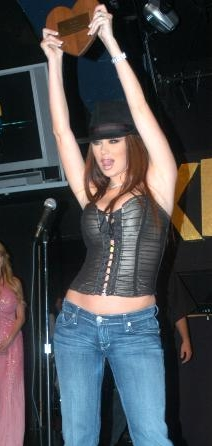
Jenna Jameson átveszi a XRCO awards díjat, 2005.

Jenna Jameson (eredetileg Jenna Marie Massoli) (Las Vegas, Nevada, 1974. április 9. –) amerikai pornósztár. Egyes források a leghíresebb pornószínésznőként, a pornó királynőjeként emlegetik. 1993-tól szerepel erotikus filmekben. Több mint 20 díjat nyert. Bemutatták a AVN magazinban és a X-Rated Critics Organizationban. A Briana Loves Jenna című filmben Briana Banks szerepel mellette. AVN Awards díjat 2003-ban nyerte el. A How to Make Love Like a Porn Star: A Cautionary Tale című önéletrajza hat héten keresztül a The New York Times Best Seller listáján volt.

## Díjai
- 1996: Hot D’Or Best New American Starlet
- 1996: Hot D’Or Best American Actress
- 1996: AVN Best New Starlet Award
- 1996: AVN Award for Best Actress (Video)
- 1996: AVN Award for Couples Sex Scene (Film)
- 1996: The X-Rated Critics Organization (XRCO)
- 1996: Fans of X-Rated Entertainment (FOXE)
- 1997: AVN Award for Couples Sex Scene (Film)
- 1997: AVN Award for Couples Sex Scene (Video)
- 1997: Hot D’Or for Best American Actress
- 1997: FOXE Female Fan Favorite
- 1998: AVN Award for Best All-Girl Sex Scene (Film)
- 1998: Hot D’Or for Best American Actress
- 1998: FOXE Female Fan Favorite
- 1999: Hot D’Or for Best American Movie
- 2003: AVN Award for Best All-Girl Sex Scene (Video)
- 2003: G-Phoria Award for Best Female Voice Performance
- 2004: XRCO Award for Best Girl/Girl scene
- 2005: AVN Award for Best Actress (Film)
- 2005: AVN Award for Couples Sex Scene (Film)
- 2005: AVN Award for Best All-Girl Sex Scene (Film)
- 2005: XRCO Hall of Fame
- 2005: XRCO Mainstream's Adult Media Favorite Award
- 2006: AVN Hall of Fame
- 2006: AVN Award for Best Supporting Actress (Film)
- 2006: AVN Award for Best All-Girl Sex Scene (Film)
- 2006: AVN Award for Crossover Star of the Year
- 2006: F.A.M.E. Award for Hottest Body
- 2006: Temptation Hall of Fame
- 2006: Temptation Award for Best Supporting Actress (Film)
- 2006: Temptation Award for Best All-Girl Sex Scene (Film)
- 2006: Temptation Award for 2006 Temptress of the Year
- 2006: Added to Adult Star Path of Fame in Edison, New Jersey.
- 2007: F.A.M.E. Award for Favorite Performer of All Time